# Artur (postać literacka)
Artur – bohater dramatu Tango Sławomira Mrożka, zwany też Młodym Człowiekiem.
Jest to typ buntownika, student trzech fakultetów (m.in. medycyny i filozofii), kuzyn i narzeczony Ali, której nie kocha, lecz planuje ją poślubić w imię zasad i przejąć władzę. Sytuacja ta jest wyrazem walki o przywrócenie konwencji w świecie pozbawionym pryncypiów.
Ala zdaje sobie sprawę z tego, że Artur nie ożeni się z nią z miłości, kokietuje więc i uwodzi Edka, by wzbudzić w narzeczonym zazdrość. Ściąga tym na niego zgubę, ponieważ słaby psychicznie Artur nie może znieść istnienia rywala i postanawia go zabić. W efekcie sam ginie.
Znani odtwórcy roli Artura to: Piotr Adamczyk, Bartłomiej Kasprzykowski, Tomasz Schimscheiner, Marcin Stec, Piotr Szwedes, Marcin Troński.